# Pallanuoto ai IX Giochi panamericani
Il IX torneo panamericano di pallanuoto si è svolto a Caracas dal 16 al 22 agosto 1983 nel contesto dei XI Giochi panamericani.
Anche in questa circostanza il titolo è stato assegnato attraverso un torneo a girone unico. I detentori statunitensi hanno bissato il successo dell'edizione precedente. La nazionale cubana, con il secondo posto, aveva conquistato il pass per le Olimpiadi del 1984, ma la sua rinuncia, insieme a quella dei paesi del blocco sovietico, ha garantito il ripescaggio a Canada e Brasile.

## Risultati
| 16 agosto 1983 | Stati Uniti | 17 – 5 | Canada |  |

| 16 agosto 1983 | Cuba | 19 – 8 | Brasile |  |

| 16 agosto 1983 | Messico | 12 – 6 | Porto Rico |  |

| 16 agosto 1983 | Colombia | 12 – 12 | Venezuela |  |

| 17 agosto 1983 | Cuba | 12 – 6 | Messico |  |

| 17 agosto 1983 | Canada | 10 – 10 | Brasile |  |

| 17 agosto 1983 | Stati Uniti | 19 – 3 | Colombia |  |

| 17 agosto 1983 | Porto Rico | 9 – 8 | Venezuela |  |

| 18 agosto 1983 | Cuba | 20 – 3 | Porto Rico |  |

| 18 agosto 1983 | Canada | 4 – 3 | Messico |  |

| 18 agosto 1983 | Brasile | 12 – 4 | Colombia |  |

| 18 agosto 1983 | Stati Uniti | 20 – 2 | Venezuela |  |

| 19 agosto 1983 | Stati Uniti | 16 – 5 | Porto Rico |  |

| 19 agosto 1983 | Messico | 14 – 4 | Colombia |  |

| 19 agosto 1983 | Cuba | 9 – 7 | Canada |  |

| 19 agosto 1983 | Brasile | 12 – 5 | Venezuela |  |

| 20 agosto 1983 | Canada | 12 – 8 | Porto Rico |  |

| 20 agosto 1983 | Cuba | 17 – 6 | Colombia |  |

| 20 agosto 1983 | Stati Uniti | 13 – 4 | Brasile |  |

| 20 agosto 1983 | Messico | 14 – 6 | Venezuela |  |

| 21 agosto 1983 | Brasile | 21 – 10 | Porto Rico |  |

| 21 agosto 1983 | Stati Uniti | 14 – 3 | Messico |  |

| 21 agosto 1983 | Canada | 11 – 3 | Colombia |  |

| 21 agosto 1983 | Cuba | 18 – 3 | Venezuela |  |

| 22 agosto 1983 | Colombia | 11 – 7 | Porto Rico |  |

| 22 agosto 1983 | Brasile | 9 – 6 | Messico |  |

| 22 agosto 1983 | Stati Uniti | 8 – 6 | Cuba |  |

| 22 agosto 1983 | Canada | 17 – 1 | Venezuela |  |

## Classifica finale
|         | Squadra     | Punti | G | V | N | P | GF  | GS  | Diff |
| ------- | ----------- | ----- | - | - | - | - | --- | --- | ---- |
| Oro     | Stati Uniti | 14    | 7 | 7 | 0 | 0 | 107 | 28  | +79  |
| Argento | Cuba        | 12    | 7 | 6 | 0 | 1 | 101 | 41  | +60  |
| Bronzo  | Canada      | 9     | 7 | 4 | 1 | 2 | 66  | 51  | +15  |
| 4.      | Brasile     | 9     | 7 | 4 | 1 | 2 | 76  | 67  | +9   |
| 5.      | Messico     | 6     | 7 | 3 | 0 | 4 | 58  | 55  | +3   |
| 6.      | Colombia    | 3     | 7 | 1 | 1 | 5 | 43  | 92  | -49  |
| 7.      | Porto Rico  | 2     | 7 | 1 | 0 | 6 | 48  | 100 | -52  |
| 8.      | Venezuela   | 1     | 7 | 0 | 1 | 6 | 37  | 102 | -65  |

## Fonti
- (EN) Todor66.com - Sport statistics Archive, su todor66.com.